# 유야마촌 (에히메현)
유야마촌(湯山村)은 에히메현 온센군에 설치된 촌이다. 